# Enna velox
Enna velox là một loài nhện trong họ Trechaleidae.
Loài này thuộc chi Enna. Enna velox được Octavius Pickard-Cambridge miêu tả năm 1897.